# 佳能EF-S 10-18mm f/4.5-5.6 IS STM
佳能EF-S 10-18mm f/4.5-5.6 IS STM是由佳能公司生產的广角变焦鏡頭。
鏡頭标有“STM”意即含有步进式对焦马达。且该镜头具有光学防抖特性。

## 關連項目
- 佳能 EF 24-70mm 鏡頭

## 外部連結
- canon.com: Canon 佳能EF-S 10-18mm f/4.5-5.6 IS STM （页面存档备份，存于）